# Juan Carlos Higuero
Juan Carlos Higuero (Aranda de Duero, Burgos; 3 de agosto de 1978) es un atleta español. Con una altura de 1,79 m y un peso corporal de 60 kg es un especialista en pruebas de fondo y mediofondo. Apodado el León de Aranda.

## Biografía
Es en la prueba de los 1500 m lisos, modalidad con la que compitió en los juegos olímpicos de Pekín, donde se siente más cómodo. Pertenece al C.D Burgos Evolución Solorunners, donde llegó tras pasar varios años en el PromoAranda. Anunció su retirada del atletismo profesional a finales de 2016 en un homenaje a su figura en Villasana de Mena, aunque aún no lo ha hecho públicamente.
Higuero ha sido diez veces campeón de España de 1500 metros, campeón de Europa en 2007, medalla de bronce en el Campeonato del Mundo de pista cubierta que se celebró en Valencia en 2008 y logró un cuarto puesto en los Juegos Olímpicos de Pekín (2008).
En 2018, y tras retirarse, se convirtió en comentarista de pruebas de atletismo en RTVE.

## Palmarés
| Año  | Competición                      | Ciudad                 | Clasificación | Disciplina |
| ---- | -------------------------------- | ---------------------- | ------------- | ---------- |
| 2000 | Juegos Olímpicos                 | Sídney, Australia      | 8º            | 1500 m     |
| 2001 | IAAF Final del Mundo             | Lisboa, Portugal       | 9º            | 1500 m     |
| 2002 | Campeonato de Europa Indoor      | Viena, Austria         | 2º            | 1500 m     |
| 2002 | Campeonato de Europa             | Múnich, Alemania       | 5º            | 1500 m     |
| 2003 | IAAF Final del Mundo             | Birmingham, Inglaterra | 8º            | 1500 m     |
| 2003 | Campeonato del Mundo             | París, Francia         | 11º           | 1500 m     |
| 2005 | Campeonato de Europa Indoor      | Madrid, España         | 2º            | 1500 m     |
| 2005 | Campeonato del Mundo             | Helsinki, Finlandia    | 6º            | 1500 m     |
| 2005 | IAAF Final del Mundo             | Monte Carlo, Mónaco    | 10º           | 1500 m     |
| 2006 | Campeonato de Europa             | Gotemburgo, Suecia     | 3º            | 1500 m     |
| 2006 | Campeonato de Europa             | Gotemburgo, Suecia     | 3º            | 5000 m     |
| 2007 | Campeonato de Europa Indoor      | Birmingham, Inglaterra | 1º            | 1500 m     |
| 2008 | Campeonato del Mundo             | Valencia, España       | 3º            | 1500 m     |
| 2008 | Juegos Olímpicos                 | Pekín, China           | 4º            | 1500 m     |
| 2011 | Campeonato de Europa Indoor      | París, Francia         | 6º            | 1500 m     |
| 2011 | Campeonato de Europa por Equipos | Estocolmo, Suecia      | 1º            | 3000 m     |
| 2013 | Campeonato de Europa Indoor      | Gotemburgo, Suecia     | 2º            | 3000 m     |

## Marcas personales
- 800 metros lisos - 1:45.87 min (2007)
- 1500 metros lisos - 3:31.57 min (2006)
- 3000 metros lisos - 7:38.71 min (2009)
- 5000 metros lisos - 13:22.68 min (2008)